# NHK Newsline
NHK Newsline é um telejornal japonês apresentado internacionalmente em transmissões da NHK World, um canal voltado para notícias. É transmitido de hora em hora, em cada uma das 24 horas de um dia, com edições de 10 ou de 30 minutos . O noticiário é gravado em Tóquio, capital japonesa, e a língua inglesa é o principal idioma. 

## História
O NHK Newsline começou a ser apresentado em abril de 1997, com uma duração de 10 minutos e indo ao ar várias vezes por dia. O nome do programa era Newsline e só passou a ser chamado de NHK Newsline em abril de 2016.  . Em 30 de janeiro de 2009, o telejornal News Watch 9, que era dublado em inglês, foi retirado da grade de programação da NHK World e passou a ser apresentado somente no canal NHK World Premium , ficando uma lacuna necessitando ser preenchida, por isto em 2 de fevereiro de 2009, o Newsline foi reformulado para preencher o espaço deixado pelo News Watch, passando a forcar mais em notícias e informações. Com a reformulação, o Newsline passou a ser apresentado no início de cada hora, 24 horas por dia. A duração do programa é de 30 minutos, nos dias úteis, e de 10 minutos, durante os fins de semana e os feriados Japoneses. 

## Formato
NHK Newsline é apresentado de hora em hora, com notícias que tem foco no Japão, na Ásia e no mundo . Os âncoras do programa falam totalmente em inglês, como nas outras atrações do canal . Quando o telejornal informa a variação dos valores monetários de moedas estas são medidas em iens Japoneses. , contudo, é comum que os dólares dos Estados Unidos sejam usados como medidas de valor monetário em notícias internacionais..

## Newsline na cultura popular
O vídeo de um fan citando todos os nomes de âncoras do NHK Newsline fez sucesso no Facebook e em outras redes sociais recentemente. 